# Kenzo Nambu
Kenzo Nambu (南部 健造, Nambu Kenzo), né le 22 août 1991 à Hachiōji, est un footballeur international japonais, qui évolue au poste de milieu offensif.

## Biographie

### En club
En 2015, Kenzo Nambu rejoint le club japonais de troisième division  du Kataller Toyama. En 2016, il s'engage chez Briobecca Urayasu (en).
En juin 2022, Kenzo rejoint le championnat d'Indonésie, restant plusieurs années dans le pays avec le PSM Makassar.
Le 5 août 2022, il marque son premier but sous ses nouvelles couleurs lors d'un match contre le Persija Jakarta.
Le 31 mars 2023, Kenzo remporte son premier titre de champion avec le PSM Makassar. Le titre est remporté après avoir battu Madura United 3-1.

## Palmarès
- Avec le PSM Makassar
  - Champion d'Indonésie en 2023